# Rakino Island
Rakino Island ist eine der vielen Inseln im Hauraki Gulf, einem Arm des Pazifischen Ozeans nordöstlich von Auckland in Neuseeland.
Rakino ist eine kleine Insel nordöstlich von Motutapu Island. Sie ist 2,4 km lang und etwa 1,2 km breit und hat eine Fläche von 1,5 km². Die zwei beliebtesten Buchten sind öffentlich zugänglich, drei weitere nur vom Meer aus. Andere kleinere Buchten und Strände sind nicht öffentlich zugänglich. Der öffentliche Kai befindet sich am Südende der Sandy Bay, eine große Bootsrampe am Westende der des Sanford Way in der Home Bay. Das Hügelland der Insel ist von einer fruchtbaren Mutterbodenschicht bedeckt, die  durch vulkanische Aktivitäten des Rangitoto entstand. Darunter liegt eine dicke Tonerdeschicht, das Grundgestein besteht aus Grauwacke. 
Die Insel ist größtenteils Weideland. An der Küste gibt es einige Flecken von Pōhutukawa-Bäumen. Auf der Insel gibt es mehr als 76 Gebäude, zum großen Teil Ferienhäuser. Die ständige Bevölkerung beträgt etwa 16 Einwohner. Rakino ist wegen der wenigen Dauerbewohner, der geringen Größe und des beschränkten Fährverkehrs wenig attraktiv für Pendler.

## Geschichte
Sir George Edward Grey, der Neuseeland zweimal als Generalgouverneur und ein weiteres Mal als Premierminister regierte, kaufte Rakino im Jahre 1862. Er ließ Bäume pflanzen und begann ein Haus in der Home Bay zu bauen, verlor aber das Interesse daran, als Kawau Island für ihn verfügbar wurde. In den 1860er Jahren wurden Gefangene der Neuseelandkriege auf die Insel gebracht. Einige wurden auf Hulks im Hafen untergebracht. Eine kleine Gruppe wurde mit einem Haus und Gartengeräten auf der Insel angesiedelt. Dieses Experiment erwies sich als Fehlschlag und wurde schnell aufgegeben. 
Im Jahre 1874 pachtete Albert Sanford die Insel von Grey und kaufte sie später. Er und seine Familie lebten hier für fast 80 Jahre. Er war einer der Gründer der Fischereiflotte von Auckland. Er gründete sein Unternehmen 1881 auf Rakino Island und verkaufte am Kay der Queen Street in Auckland Fisch. Im Jahre 1904 wurde das Unternehmen Sanford Limited gegründet. Das Haus, das er für die  Familie baute, steht in der Home Bay. Es wurde aus Kauri-Stämmen gebaut, die als Floß von der Mercury Bay auf der Coromandel Peninsula herangebracht wurden.
1963 wurde die Insel von Maxwell Rickard, dem Präsidenten von United peoples' Organisation (Worldwide), gekauft. Er plante, hier eine philanthropische Gemeinschaft aufzubauen.  Rickard war eine schillernde Gestalt. Er war Klinischer Psychologe und Hypnotherapeut, besaß einen Nachtclub in Auckland und bereiste das Land als Hypnotiseur unter dem Künstlernamen "The Great Ricardo". Seine Pläne für die Insel umfassten eine Klinik für Geistes- und Nervenkranke, ein internationales Waisenhaus, ein Heim für ledige Mütter und ein Altenheim. Diese Pläne wurden allerdings nicht realisiert und 1965 wurde die Insel in 25 Parzellen zu je 10 Acre und 125 kleinere Grundstücke aufgeteilt, die für Preise zwischen £2500 und £6000 verkauft wurden.
Da die Nachrichtenverbindungen schlecht waren, wurde auf der Insel das erste solarbetriebene Telefon installiert. Obwohl Mobiltelefone die Abhängigkeit zum Festnetz reduziert haben, ist das Telefon noch in Betrieb und Ortsgespräche nach Auckland sind kostenlos.